# Sommarsollöpare
Sommarsollöpare (Poecilus lepidus) är en skalbaggsart som först beskrevs av Nathanael Gottfried Leske 1785.  Sommarsollöpare ingår i släktet Poecilus, och familjen jordlöpare. Arten är reproducerande i Sverige.

## Bildgalleri

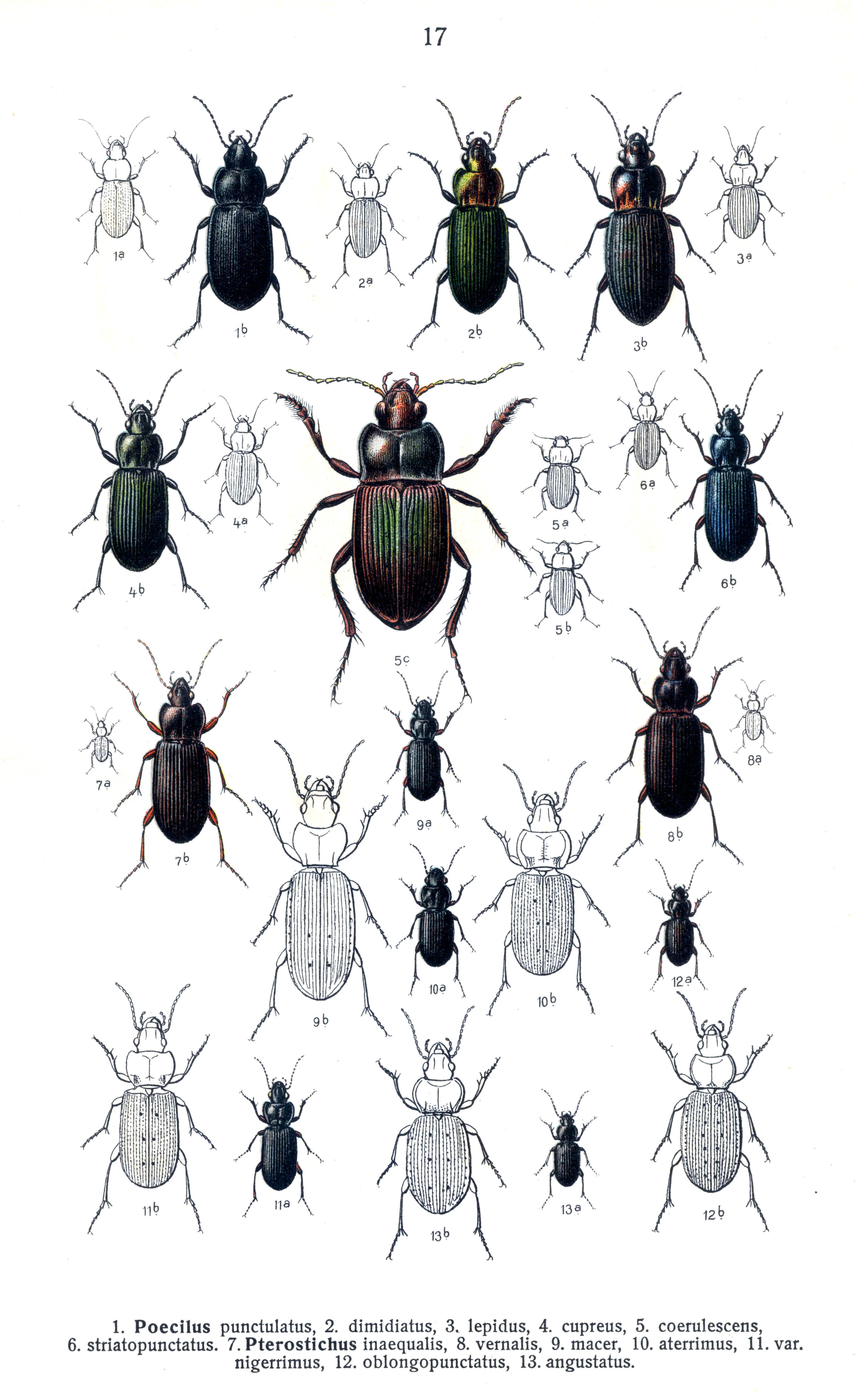
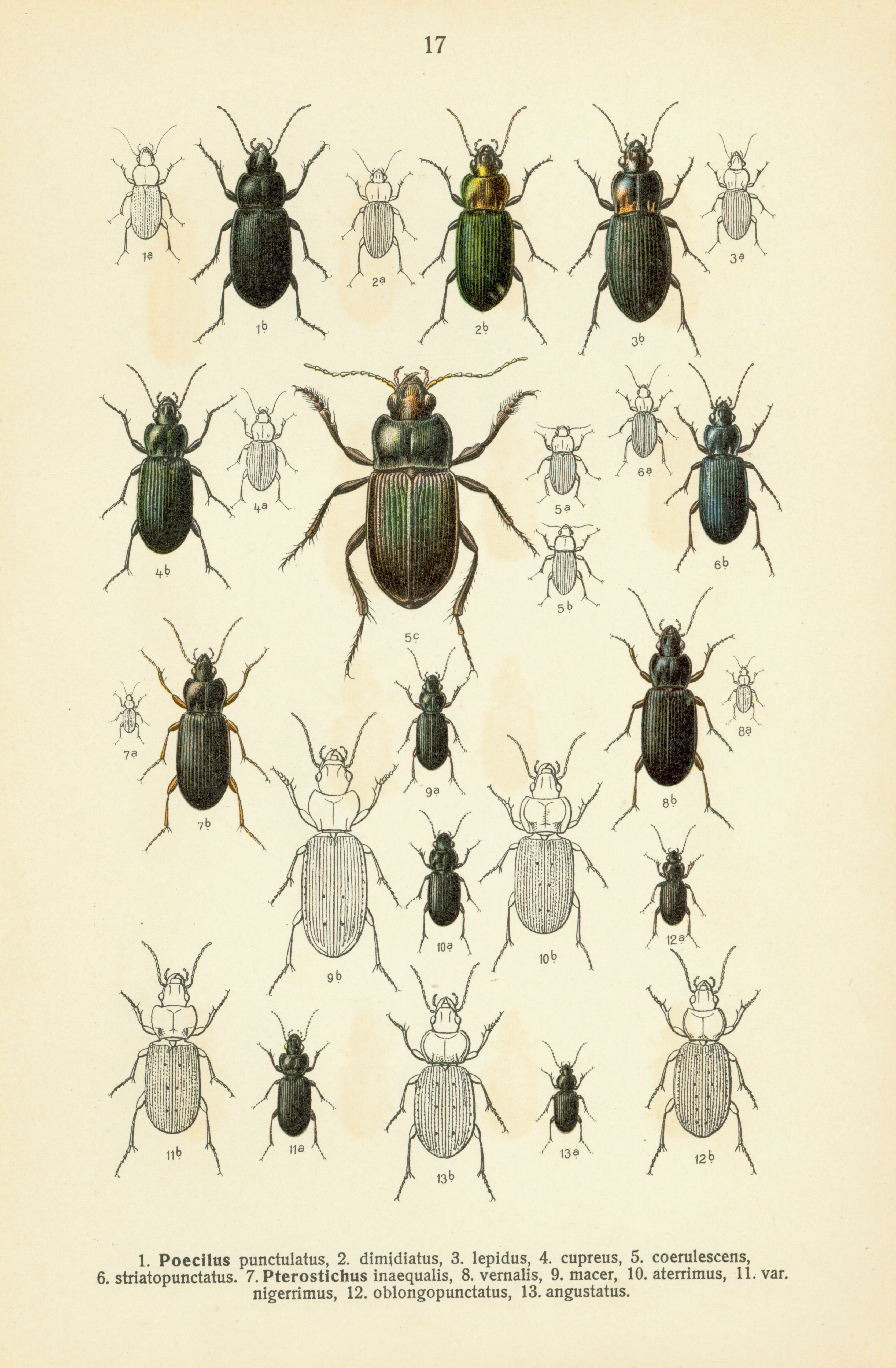